# Pyralites obscurus
Pyralites obscurus är en fjärilsart som beskrevs av Oswald Heer 1856. Pyralites obscurus ingår i släktet Pyralites och familjen mott. Inga underarter finns listade i Catalogue of Life.